# Andrea Scolari
Andrea Scolari (n. sec. al XIV-lea, Florența - d. 1426, Oradea) a fost un episcop romano-catolic de Zagreb (1406-1409) apoi de Oradea Mare (1409-1426).
Activitatea sa este legată de începuturile umanismului în Regatul Ungariei.